# Дойчин Васильєв
Дойчин Васильєв (болг. Дойчин Василев; 12 червня 1944, Софія — 7 грудня 2024) — болгарський альпініст і оператор-постановник, який піднявся на п'ять 8000 м піків у гімалаях: Дхаулагірі (1995), гора Еверест (1997), Макалу (1998), Шишабангма та Чо Ойю (1999). Президент Альпійського клубу «Віхрен», Софія. Учасник болгарської антарктичної експедиції «Тангра» 2004/05 р., яка зазначена каналом «Діскавері» як визначна подія в розвідці Антарктики.
Документальні фільми Дойчина Васильєва:
- Хомолунгма (1997)
- Макалу (1998)
- Манаслу (1999)
- Білі мрії (2001).